# Zsuzsa Takács
Zsuzsa Takács (n. 23 noiembrie 1938) este un scriitor, poet, traducător de literatură, profesor maghiar.

## Biografia
În anii 1957-1958 a studiat în paralel la facultatea de actorie și științe umaniste, apoi între anii 1958-1963 limba și literatura spaniolă și italiană.
Între anii 1963-64 a lucrat la Universitatea din Havana.
În anul 1995 a obținut gradul de PhD din filologie spaniolă.
A tradus poeți italieni, spanioli, catalani, francezi și englezi.

## Opere literare
- Némajáték, (1970).
- A búcsúzás részletei, (1977).
- Tükörfolyosó, (1983).
- Eltékozolt esélyem, (1986).
- Rejtjeles tábori lap, (1987).
- Sötét és fény kora, (1989).
- Viszonyok könnye, (1992).
- Tárgyak könnye, (1994).
- Utószó, (1996).
- A bűnök számbavétele, (1998).

## Publicații

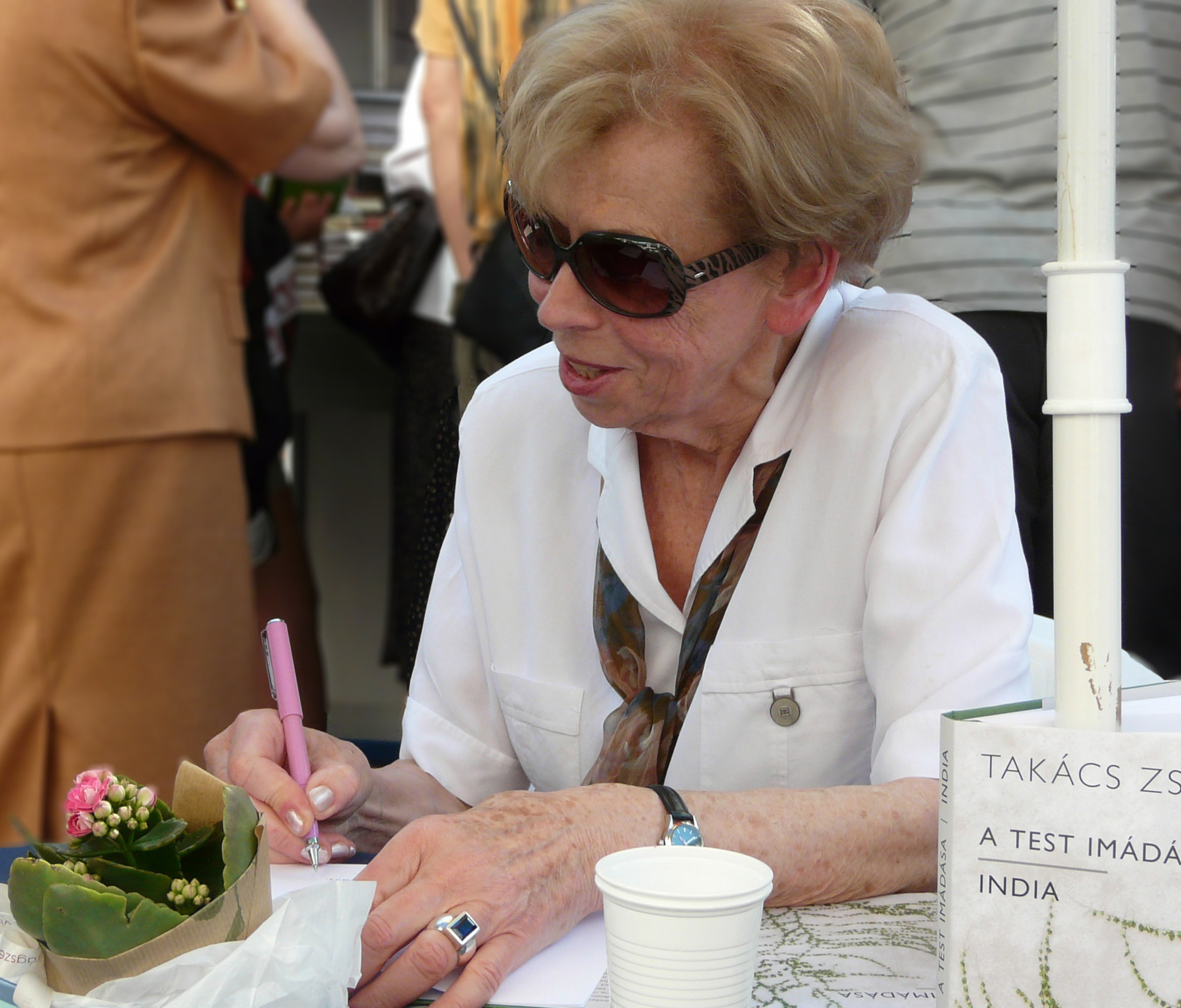
Takács Zsuzsa la prezentarea unei cărţi dedică o carte, Budapesta, iunie 2010.

- Július, halálom, születésed, 1970./ 1.
- Jászol melletti éjjelek, 1972./ 9.
- Hónapok, várakozás, 1972./ 2.
- Ha megérkezett, 1972./ 9.
- Az emlékezés előttről, 1970. /7.
- Előszó, 1973./12.
- Versek, 2002./11
- Ha láttál, tudod, hogyan élek, 2004./1.
- Versek, 2004./1